# Deron Miller

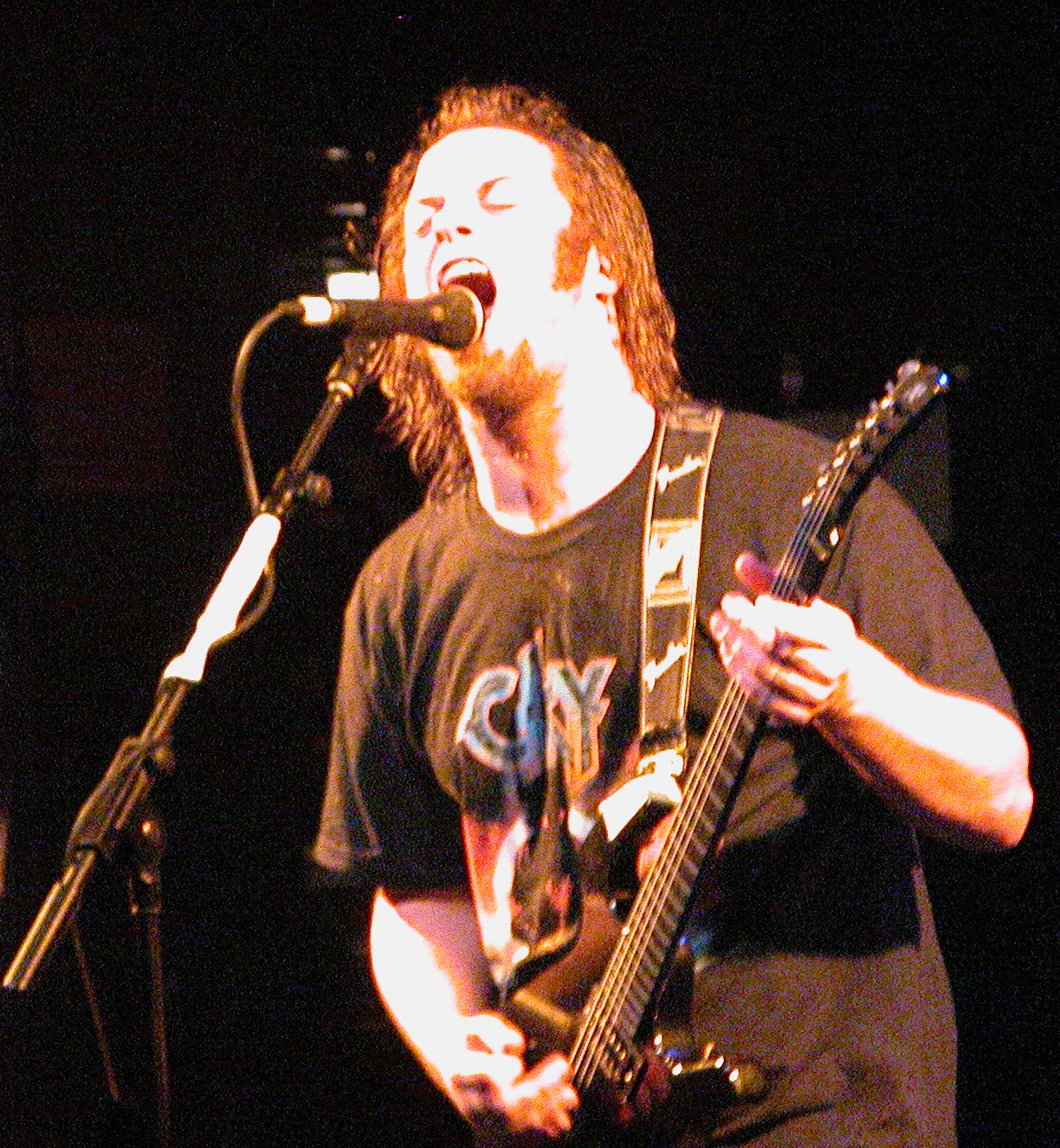
Deron Miller als Sänger von CKY (2009)

Deron John Miller (* 21. Mai 1976 in Chester, Pennsylvania) ist ein US-amerikanischer Musiker. Bekanntheit erlangte er als Sänger und Gitarrist der Rockband CKY, die er mitgründete und in der er bis 2012 spielte.

## Laufbahn
1980 zog Miller mit seinen Eltern und seinen Brüdern Aaron und Matt nach Marlton in New Jersey, wo er elf Jahre lang lebte. Laut eigenen Aussagen hatte er dort kein sehr glückliches Leben, da die Kinder in seiner Nachbarschaft und auf seiner Schule seine Interessen nicht teilten.
Bereits damals interessierte er sich für Musik. Als größten musikalischen Einfluss führt Miller die Band KISS an. Durch Erfahrungen, die er in Marlton machte, wurde er, wie er selbst sagt, zu dem was er heute ist.
1991 kehrte Miller nach West Chester zurück. 1992 lernte er dort den Schlagzeuger Jess Margera kennen. Die ersten Proben waren laut Aussagen Millers wenig produktiv, da Miller sehr Death-Metal-orientiert war und Margera keinen Death-Metal-Hintergrund hatte. Stattdessen spielte er klassische Rockbeats. Daraus fusionierte sich der spätere Sound für ihr gemeinsames Projekt „Foreign Objects“. Doch da sie mit diesem Sound wenig Anklang fanden, wechselten sie später ihre musikalische Richtung und schrieben radiofreundlichere Songs. Das neue Projekt hieß nun „Oil“. Im Jahr 1998 gründete Miller, zusammen mit Jess Margera und Chad I Ginsburg, die Band CKY.
Deron Miller spielte während seiner Zeit in CKY fast ausschließlich Parker-Gitarren. Von Parker bekam er auch ein eigenes Signaturemodel. In Musikvideos ist er oft mit einer „Parker Fly“ oder einer „Parker P38“ zu sehen. Seit sich Parker 2016 auflöste, spielte er sie nicht mehr. Nun wird er von „Esoterik guitars“, einem kleinen Gitarrenhersteller gesponsert.

## CKY
Genervt von dem, was im Radio lief, taten sich Miller, Margera und Ginsburg zusammen, um an ihrem ersten Studioalbum zu arbeiten. Ginsburg war fasziniert von dem Song „Disengage the simulator“ und trat der Band als Produzent und Gitarrist bei.
Bei ihrem ersten Album „Volume 1.“, welches sie 1999 über ihr eigenes Label „Distant Records“ veröffentlichten, experimentierten sie viel mit Soundmöglichkeiten herum. Dieses Album kann man wohl als Findungsphase der Band bezeichnen. Auf vielen Songs klingt das Schlagzeug zum Beispiel sehr unterschiedlich. Zu dieser Zeit spielten sie auch auf der Warped Tour 1999 und 2000. Dort waren sie nicht einmal als offizieller Act auf einer Bühne. Stattdessen spielten sie auf dem Festivalgelände und verkauften dort Demos und selbstgedruckte T-Shirts. 2000 wurden sie von Volcom Entertainment gesigned und „Volume 1.“ wurde erneut veröffentlicht. 2001 wurden sie von The Island Def Jam Music Group gesigned und „Volume 1.“ wurde erneut weltweit herausgebracht.
Erste kommerzielle Erfolge erzielten sie mit ihrem Album „Infiltrate-Destroy-Rebuild“, welches 2002 erschien und sich weltweit 315.000 Mal verkaufte. 2003 spielten sie als Vorband für Bands wie Metallica oder Guns N Roses.
2005 folgte das Album „An Answer Can Be Found“, welches als Dankeschön an die CKY-Alliance (die Fanbase) gerichtet ist. Zu diesem Zeitpunkt war Miller bei Liveauftritten oft betrunken. Nach weiteren Auftritten und Streitigkeiten innerhalb der Band nahm sich Miller 2007 eine Auszeit, um sich seinem Nebenprojekt „World Under Blood“ zu widmen. Zu dieser Zeit hatten CKY bereits mit Aufnahmen für ein weiteres Studioalbum begonnen. Die anderen Bandmitglieder nahmen sich nach den entstandenen Spannungen auch eine Auszeit. Es zog Miller zu seinen Death-Metal-Wurzeln zurück. Nach eigenen Aussagen fiel es ihm schwer Strukturen für alternative Rocksongs zu finden. Den Großteil des Songkataloges der Band schrieb Miller selbst.
Nach einer langen Pause nahmen sie die Arbeit an ihrem neuen Studioalbum wieder auf. Via Roadrunner Records erschien 2009 das Album „Carver City“, welches jedoch nicht (trotz Unterstützung eines Major Labels) an die Erfolge der Vorgänger anknüpfen konnte. In diversen Interviews zu dieser Zeit kann man die Spannungen innerhalb der Band gut erkennen. 2010 spielten sie auf dem Sonisphere Festival. 2011 spielten sie noch diverse Shows und tourten. 2012, bereits ein Jahr darauf, gab Miller seinen Austritt aus der Band bekannt. Das letzte Konzert, was er mit CKY spielte, war die „Christmas Show“ am 18. Dezember 2011.
2013 und 2014 gab es diverse Versuche, die Band wieder ins Leben zu rufen und die Arbeit an einem weiteren Album aufzunehmen. Jedoch kam es wieder zu Streitigkeiten unter den Bandmitgliedern.

## 96 Bitter Beings
Zurzeit spielt er in seiner neuen Band „96 Bitter Beings“. Benannt nach dem bekanntesten Song „96 Quite Bitter Beings“ von CKY. Mit dieser Band veröffentlichte er 2018 das Album „Camp Pain“. Ein weiteres Album „Synergy Restored“ wurde bereits 2019 angekündigt, jedoch wurde das Releasedatum oftmals verschoben aufgrund der COVID-19-Pandemie und Unstimmigkeiten mit dem neuen Label. Miller wolle nach eigenen Aussagen auf einen geeigneten Moment für das Release warten, um es auch auf Tour supporten zu können.